# Barry Harris
Barry Doyle Harris (Detroit, Míchigan; 15 de diciembre de 1929-North Bergen, Nueva Jersey; 8 de diciembre de 2021) fue un pianista, profesor, arreglista y compositor de jazz estadounidense. Influenciado por Bud Powell, Art Tatum y Tadd Dameron, es reconocido como el continuador del estilo bebop. Pese a permanecer casi olvidado durante mucho tiempo  su labor ha sido reconocida con multitud de reconocimientos y premios entre los que cabe destacar American Jazz Masters Fellowship concedido por el National Endowment for the Arts en 1989 y un doctorado "Honoris Causa" en la Northwestern University.

## Biografía

### Detroit 1929-1959
Nacido en Detroit, recibió de su madre, pianista que tocaba en la iglesia, las primeras clases de piano a la edad de 4 años. Muy pronto e influido por el ambiente de Detroit, entonces uno de los centros neurálgicos del jazz moderno, empieza a dedicarse a esta música organizando sesiones de estudio en su casa con sus amigos, entre los que se encuentran Tommy Flanagan, Paul Chambers,  Donald Byrd, Yusef Lateef y Pepper Adams. En esas sesiones analizaban las grabaciones que iban apareciendo de Charlie Parker,  Bud Powell y los músicos modernistas de bebop. Empieza tocando en todos los salones de baile y en el Graystone Ballroom logra tocar con su ídolo Charlie Parker. Su prestigio crece hasta convertirlo en un símbolo entre los músicos de Detroit. Se convierte en mentor de toda una generación de músicos 10 años más jóvenes, entre los que destacan Lonnie Hillyer, Charles McPherson y Joe Henderson. Su fama como pedagogo se extiende de forma que incluso John Coltrane se acercaba a las clases cuando tenía alguna actuación en Detroit.
Su primera grabación fue en 1950 con el saxofonista tenor Wild Bill Moore (1918 - 1983); y su primera sesión memorable, en 1952,  acompañando a Frank Rosolino. En 1953 actuó con Miles Davis en el club Bluebird y en 1954 entra como pianista de la casa donde acompañará a Roy Eldridge, Ben Webster, Bill Harris, Lee Konitz, Kenny Burrell y Lester Young.
En 1957 entró en el quinteto de Max Roach junto con Donald Byrd para reemplazar a los fallecidos Richie Powell y Clifford Brown, y en julio de 1958 grabó en Chicago su primer disco, Breakin' It Up, para Argo Records. En esa misma sesión, acompañó a Sonny Stitt para otro disco.

### Nueva York
En 1960 se traslada a Nueva York para unirse al quinteto de Cannonball Adderley, allí pasa a ser un protegido de la baronesa Pannonica de Koenigswarter alojándose en uno de los apartamentos de su casa, donde hoy todavía reside. Conoce a Thelonious Monk con quien entabla una gran amistad y del que aprende todos los secretos de su música al convivir con él hasta su muerte, siendo el encargado de preparar su homenaje en 1974 y convencerlo de tocar en él ya que Monk no actuaba desde hacía tiempo. También conoce en este periodo a su admirado Bud Powell en su retorno a los Estados Unidos.
Durante los 60 graba varios discos para el sello discográfico Riverside hasta su desaparición en 1964 continuando después grabando en otros sellos gracias a la producción de Don Schlitten. De estas grabaciones destaca "Live at the jazz workshop".
Continúa trabajando con sus viejos conocidos de Detroit Yusef Lateef y Charles McPherson y es acompañante regular del saxofonista  Coleman Hawkins hasta su desaparición en 1969.
En los años 70 empieza a desarrollar una larga carrera como "freelancer" grabando con un gran número de músicos destacando Dexter Gordon, Sonny Stitt, Dave Allyn, Eddie Jefferson, Clifford Jordan, Al Cohn y Warne Marsh.

### Jazz Cultural Theatre
Durante todos estos años Barry Harris no dejó la enseñanza. A mediados de los 70 dio clases formales en Jazz Interactions, una organización sin ánimo de lucro. Sus clases fueron tan populares que le llevaron a crear en 1982 el Jazz Cultural Theatre en el local de un antiguo restaurante.
En este centro darían clases por el día él y otros músicos como Benny Powell, Frank Foster y Charles Davis. y por las noches se convertía en un club de jazz donde tocaban los músicos que habían quedado olvidados por no tocar en los estilos de moda, él mismo grabó un disco en directo en él llamado "For the moment". Allí mostró sus propias ideas acerca de la armonía y sus métodos poco ortodoxos de enseñar música, convirtiéndose en un símbolo del jazz de Nueva York ya que era casi el único lugar donde se podía escuchar bebop en aquellos años. Barry Harris muestra lo que era este centro en un documental llamado "Passing It On".
En 1988 tuvo que cerrar el centro al haberle duplicado el precio del alquiler los propietarios.
En ese mismo año participa tocando en la banda sonora de la película "Bird" de Clint Eastwood, y aparece tocando en dueto con Tommy Flanagan en el documental sobre la vida de Thelonious Monk "Straight no chaser".
Tras cerrar el Jazz Cultural Theatre sus clases en Nueva York han sido dadas en diversos lugares hasta su actual ubicación en Lincoln Square Neighborhood Community Center, también desarrolla un gran número de cursillos en otros lugares de Estados Unidos, Canadá, Japón, Italia, Holanda, España... que llevan sus enseñanzas y la divulgación del bebop a todos los rincones del mundo.

### Espíritu del bebop
En 1993 sufre una trombosis que le deja paralizada la parte izquierda de su cuerpo. Inicia una recuperación rápida que le lleva a los 2 meses a participar en un concierto en el Carnegie Hall, y graba "The Barry Harris workshop video" el primero de una serie donde muestra su concepto del aprendizaje del jazz, a este le siguió una segunda parte y otro dedicado al canto, ya que muchos de sus alumnos son cantantes. A lo largo de los años siguientes continúa dando clases en todo el mundo, dirige un coro y realiza conciertos con ellos, orquesta, big band, coro de niños así como actividades relacionadas con el jazz para niños en Nueva York, lo que le ha valido varios reconocimientos por su labor social.
Todo ello, así como su vida cotidiana y sus influencias quedan reflejadas en un documental grabado en 1999 para Rhapsody Productions llamado Barry Harris: Spirit of bebop. Tras un par de hospitalizaciones, una en Rusia y posteriormente en Italia  en 2019, deja de realizar sus salidas al exterior y con la pandemia empieza a dar clases virtuales en internet hasta el momento de su fallecimiento, el 8 de diciembre de 2021, a causa de complicaciones causadas por el COVID.

## Discografía

### A su nombre
- Breakin' It Up (Argo 1958)

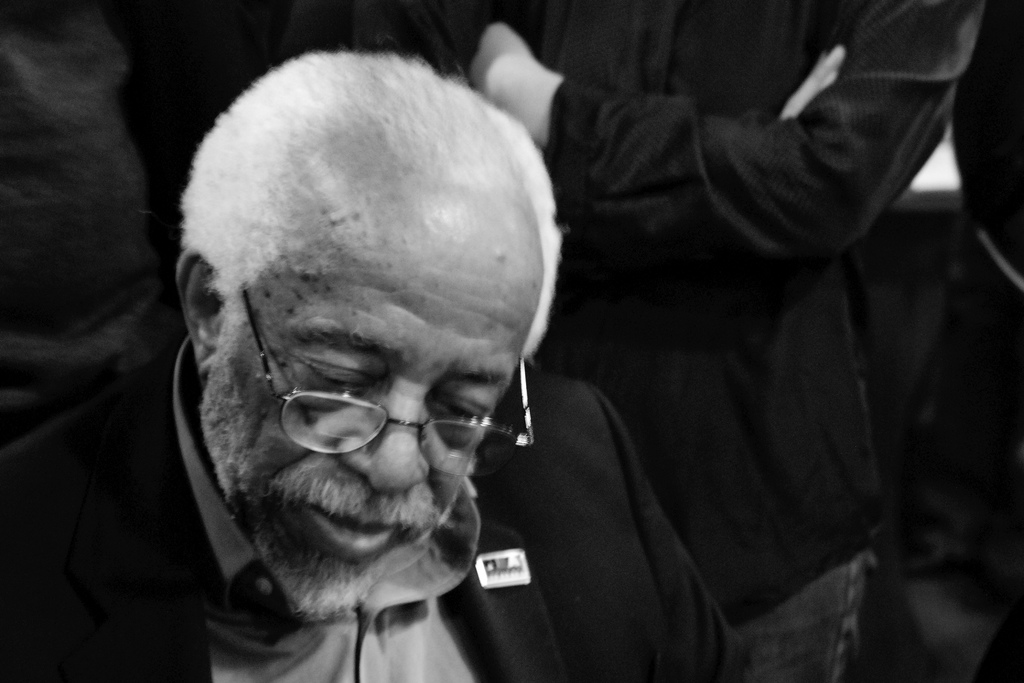
Barry Harris

- Barry Harris at the Jazz Workshop (Riverside 1960)
- Listen to Barris Harris... Solo Piano (Riverside 1960)
- Preminado (Riverside 1961)
- Newer Than New (Riverside 1961)
- Chasin' The Bird (Riverside 1962)
- Luminescence (Prestige 1967)
- Bull's Eye (Prestige 1968)
- Barry Harris Trio: Magnificent (Prestige 1969)
- Vicissitudes (MPS 1972)
- Barry Harris plays Tadd Dameron (Xanadu 1975)
- Tokyo (1976)
- Barry Harris Plays Barry Harris (Xanadu 1978)
- Live in Concert (Xanadu 1978)
- The Bird of Red and Gold (Xanadu 1982)
- For the Moment (Uptown 1984)
- Confirmation (Dúo de pianos junto al trío de Kenny Barron)- (Candid 1989)
- Solo (September 1990)
- Live at Maybeck Recital Hall - Volume Twelve (Concord 1991)
- In Spain (Karonte 1991)
- Live at Dug (Enja 1995)
- First Time Ever (Evidence 1997)
- I'm old fashion (M&I 1998)
- The last time I saw Paris (Venus 2000)
- Live in New York (Reservoir 2002)
- Live in New York vol. one (Lineage records 2004)
- Live in Rennes (Plus Loin Music 2009)